# Mario Kašner
Mario Kašner (Zagreb, ?), hrvatski je kardiolog i internist u Njemačkoj. Docent je na Medicinskome fakultetu u Berlinu i zaposlenik berlinske Sveučilišne bolnice Charité.
Rođen je u Zagrebu. Diplomirao je na Medicinskome fakultetu u Zagrebu. Studijsku praksu radio je u laboratoriju u St. Gallenu te na Internoj klinici Sveučilišne bolnice LMU u Münchenu. Kao stipendist KAAD-a (Katoličkoga akademskog društva za strance) došao je na berlinski Charité, u kojemu je specijalist interne medicine i kardiologije.
Oženjen je suprugom Katarinom, ekonomisticom.